# Vásquez de Coronado (canton)
Vásquez de Coronado (également appelé Vázquez de Coronado ou tout simplement Coronado) est un canton de la province de San José au Costa Rica.

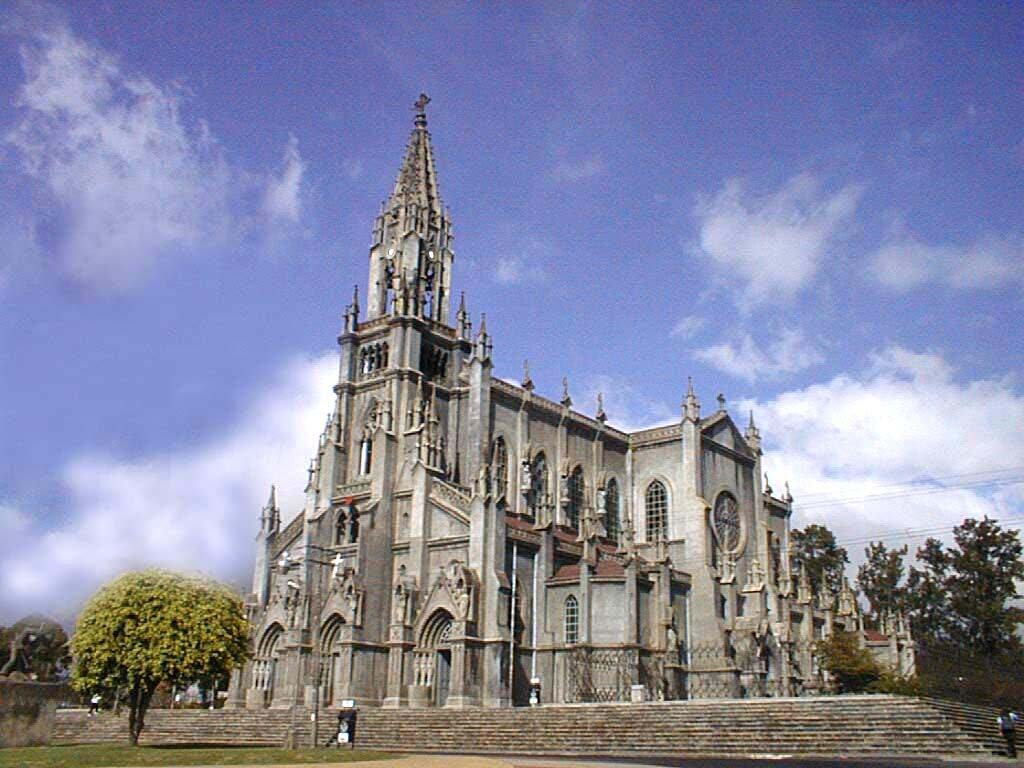
Église de San Isidro de Coronado

## Histoire
Ce canton a été créé par un décret du 15 novembre 1910. 
Il a été nommé en l'honneur du premier gouverneur espagnol du Costa Rica, Juan Vásquez de Coronado (en) (1524-1565), neveu de Francisco Vásquez de Coronado (1510-1554), gouverneur de Nouvelle-Galice (1538-1544), qui a conduit une expédition d'exploration dans le sud-ouest des actuels États-Unis en 1540-1542.

## Districts
Le canton de Coronado est subdivisé en cinq districts (distritos):
1. San Isidro
2. San Rafael
3. Dulce Nombre de Jesús
4. Patalillo
5. Cascajal